# Alagón (rzeka)
Alagón – rzeka, najdłuższy prawy dopływ Tagu na obszarze Hiszpanii. Wypływa z niewysokich gór leżących w pasmie Sierra de Francia na obszarze Starej Kastylii. Dorzecze stanowią nieduże, lecz liczne dopływy, z których najważniejsze są Árrago i Jetrte. Po przebyciu około 205 km wpada do Tagu koło miasta Alcántara, tuż przy granicy z Portugalią. Średni przepływ roczny przy ujściu wynosi około 65 m³/s.